# Günter Neusel
Günter Neusel (né le 22 décembre 1930 à Cassel et mort le 7 octobre 2020 à Berlin) est un peintre et sculpteur allemand, représentant de l'art concret.

## Biographie
Günter Neusel étudie de 1949 à 1950 à l'école des beaux-arts de Cassel et à l'académie des beaux-arts de Düsseldorf puis jusqu'en 1954 à l'université des arts de Berlin auprès de Hans Uhlmann (de) et de Paul Dierkes puis termine ses études en 1958 à Cassel.
En 1958, il s'installe à Stuttgart, où il appartient à l'entourage de Max Bense. En 1971, il est l'invité de la Cité internationale des arts de Paris. En 1972 et 1973, il est professeur invité à l'académie des beaux-arts de Karlsruhe puis devient titulaire. Il est membre du collectif Konstruktive Tendenzen. Günter Neusel vit entre Karlsruhe et Berlin.

## Source de la traduction
- (de) Cet article est partiellement ou en totalité issu de l’article de Wikipédia en allemand intitulé « Günter Neusel » (voir la liste des auteurs).